# 松岸駅
松岸駅（まつぎしえき）は、千葉県銚子市長塚町五丁目にある、東日本旅客鉄道（JR東日本）の駅である。総武本線を所属線としており、成田線を加えた2路線が乗り入れている。
当駅は線路名称上での成田線の終点であるが、成田線列車は全て総武本線を通じて銚子駅まで乗入れる。特急列車は当駅を通過するが、旅客営業取扱基準規程第151条に定める、分岐駅を通過する列車に乗車する場合に乗車券区間外を往復出来る特例の中に、当駅 - 銚子駅間は含まれていない。

## 歴史
- 1897年（明治30年）6月1日：総武鉄道成東駅 - 銚子駅間延伸に伴い開業[1]。
- 1907年（明治40年）9月1日：総武鉄道が国有化、帝国鉄道庁の駅となる[3]。
- 1909年（明治42年）10月12日：線路名称制定、総武本線の駅となる[3]。
- 1933年（昭和8年）3月11日：成田線が笹川駅から当駅まで延伸、接続駅となる[4]。
- 1987年（昭和62年）4月1日：国鉄分割民営化に伴い、東日本旅客鉄道（JR東日本）の駅となる[4][5]。
- 2009年（平成21年）3月14日：ICカード「Suica」の利用が可能となる[6]。東京近郊区間に組込まれる[6]。

## 駅構造
単式ホーム1面1線と島式ホーム1面2線、計2面3線を有する地上駅。ホームは嵩上げされていない。互いのホームは跨線橋で連絡している。単式ホームの北側に接して駅舎が建てられていて、内部には待合所や窓口がある。木造駅舎を備える。
改札口付近には精算所があるが、現在は使用されていない。
成田統括センター（銚子駅）管理のJR東日本ステーションサービスが駅業務を行う業務委託駅で、自動券売機、簡易Suica改札機が設置されている。窓口の営業時間外は自動券売機の代わりに乗車駅証明書発行機を利用することとなる。

### のりば
この駅は駅舎側のホームが3番線となっており、駅舎から一番遠いホームが1番線である。
| 番線 | 路線              | 方向 | 行先                 | 備考             |
| ---- | ----------------- | ---- | -------------------- | ---------------- |
| 1    | ■総武本線         | 上り | 成東・八街・千葉方面 | 成田線の一部列車 |
| 2    | ■総武本線 ■成田線 | 下り | 銚子方面             | 一部の列車       |
| 3    | ■成田線           | 上り | 佐原・成田・千葉方面 |                  |
| 3    | ■総武本線 ■成田線 | 下り | 銚子方面             | 通常はこのホーム |

（出典：JR東日本:駅構内図）
後述のように、2番線は総武本線の下り主本線、3番線は成田線の主本線となっているが、下り列車については乗客が跨線橋を渡らずに済むように、総武本線経由・成田線経由ともに3番線に発着するのを基本としている。2番線は特急列車の通過のほか、成田線上り列車との行き違いがある場合や、成田線経由下り列車が総武本線上り列車と接続する場合に使用される。
| 運転番線 | 営業番線 | ホーム | 銚子方面着発 | 成東方面着発 | 佐原方面着発 | 備考               |
| -------- | -------- | ------ | ------------ | ------------ | ------------ | ------------------ |
| 1        | 1        | 8両分  | 到着可       | 出発可       | 出発可       | 総武本線上り主本線 |
| 2        | 2        | 8両分  | 出発可       | 到着可       | 到着可       | 総武本線下り主本線 |
| 3        | 3        | 8両分  | 到着・出発可 | 到着・出発可 | 到着・出発可 | 成田線上下主本線   |

- 主本線を発着する場合は通過が可能[8]。
- 1番線上り出発側、3番線下り出発側に安全側線が設けられており、上下列車の同時進入が可能。安全側線が無い2番線は同時進入出来ない[8]。

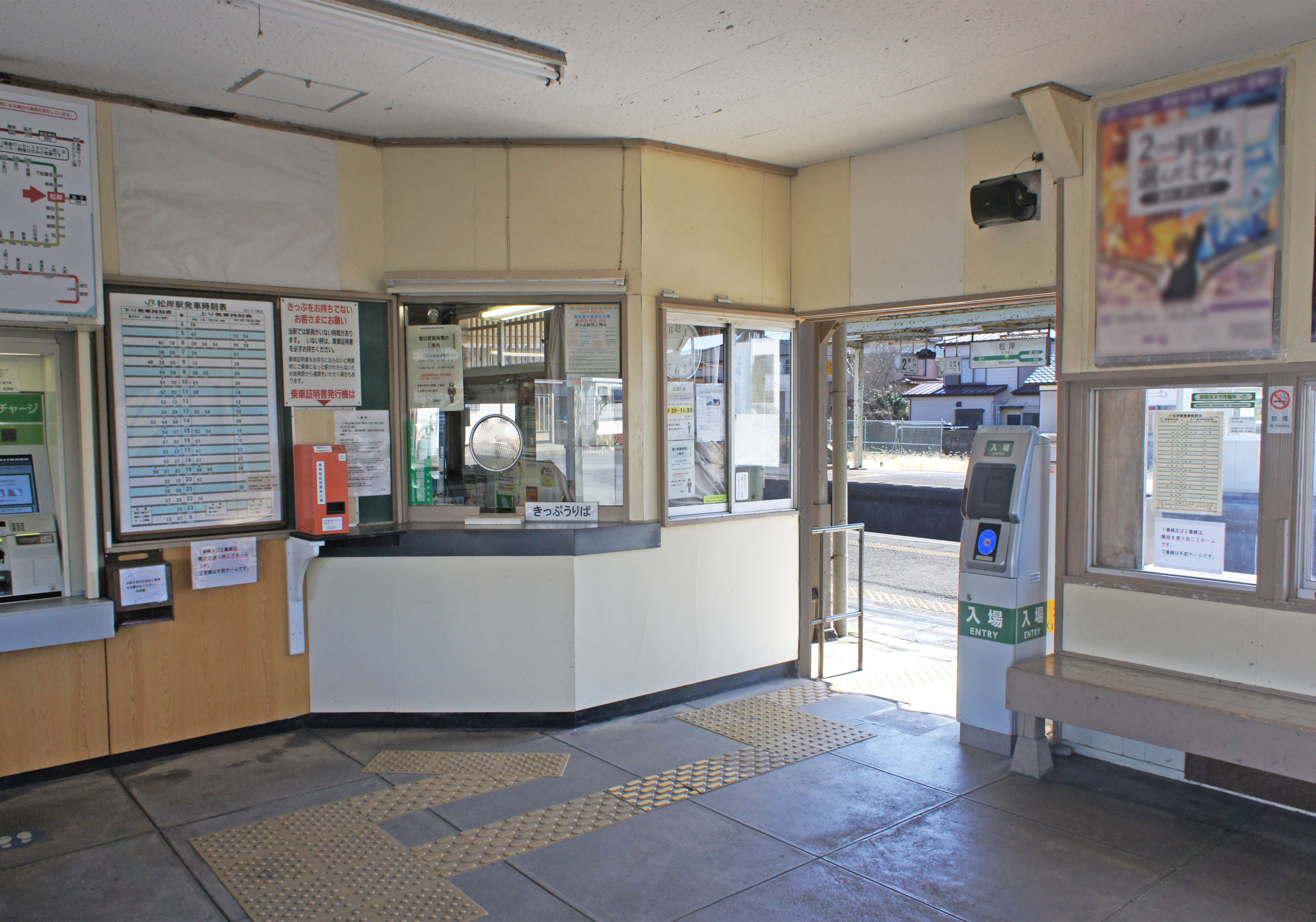
改札口（2022年2月）
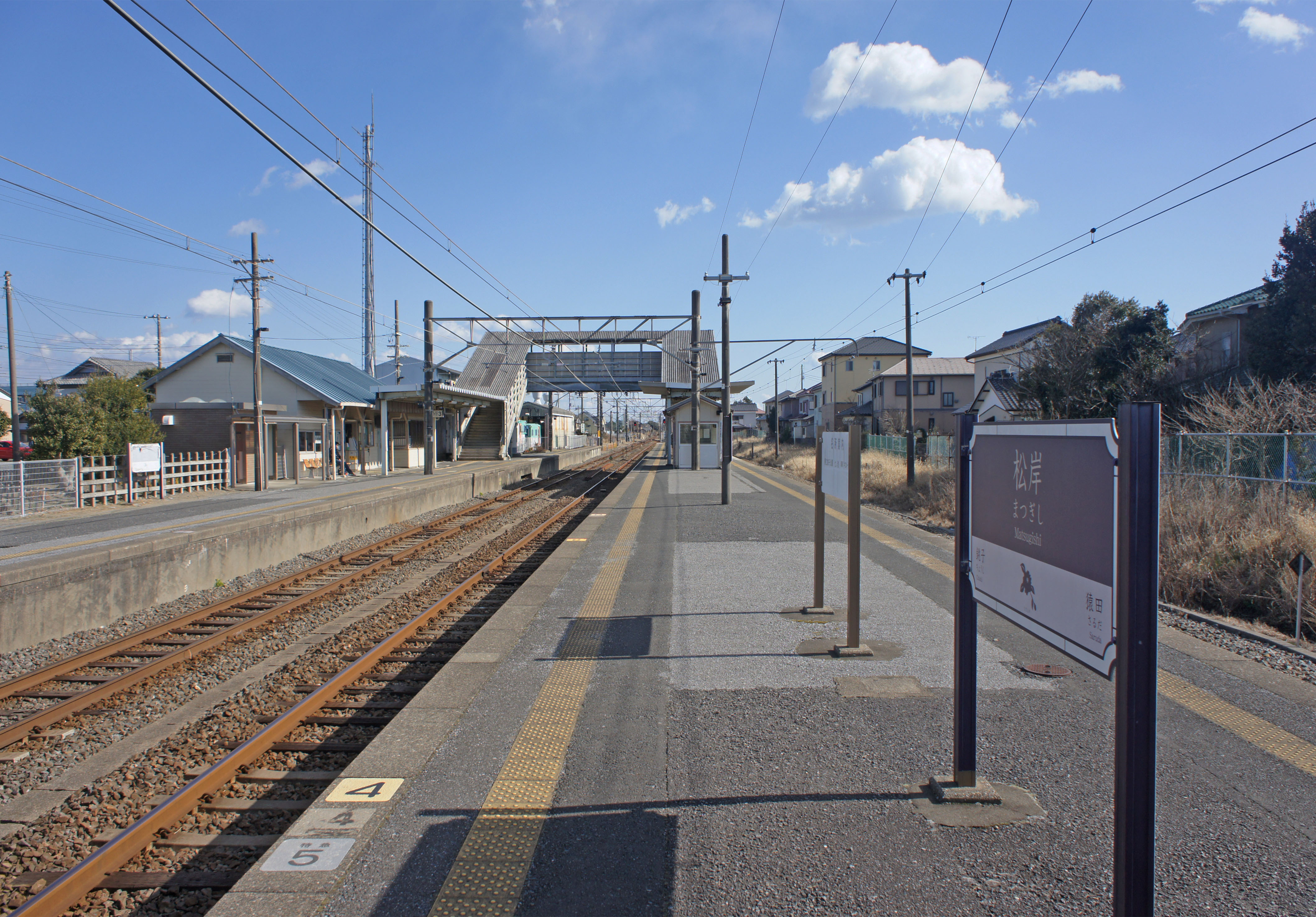
1・2番線ホーム（2022年2月）
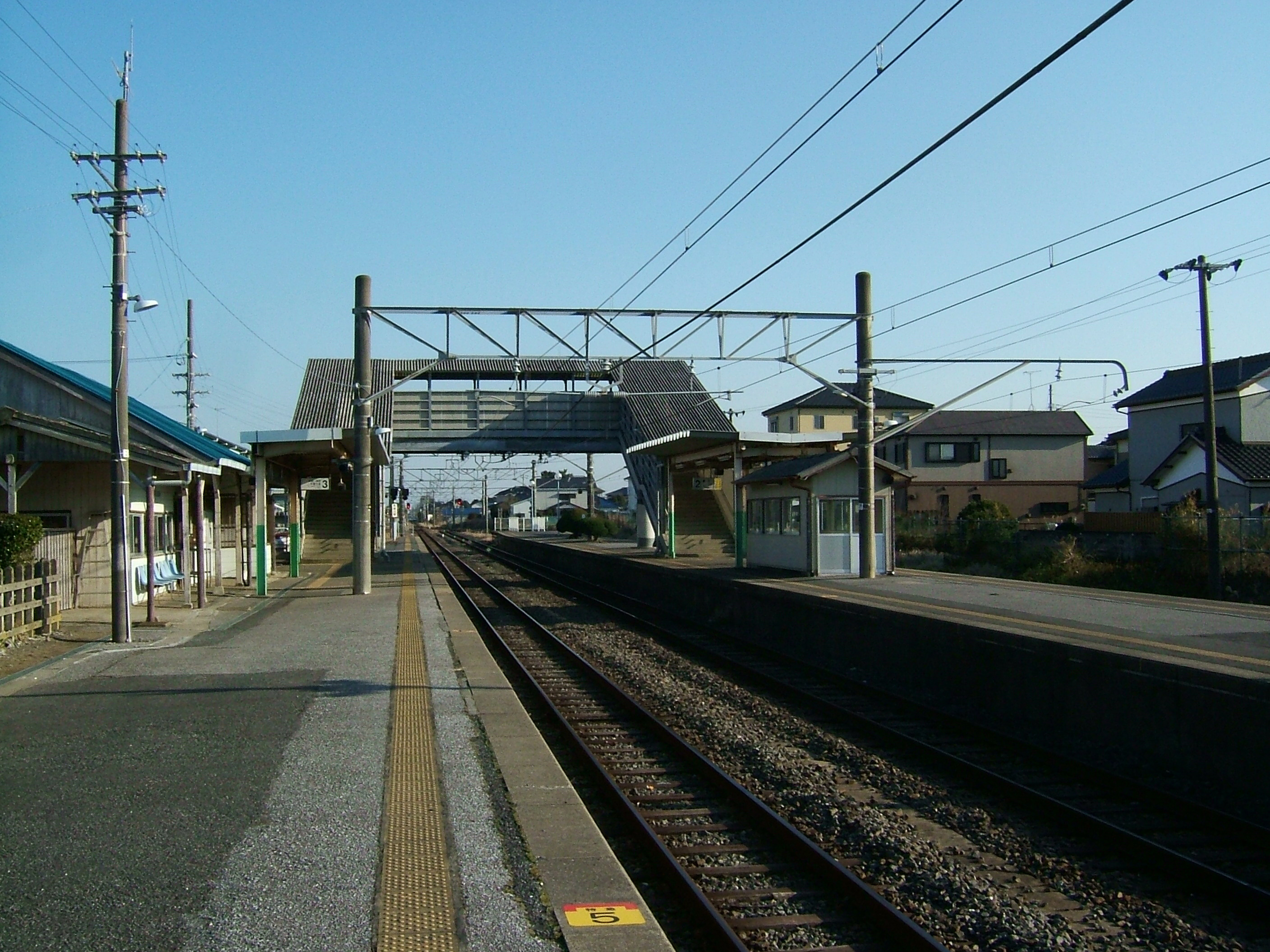
3番線ホーム（2006年1月）

## 利用状況
2023年（令和5年）度の1日平均乗車人員は419人である。
JR東日本および千葉県統計年鑑によると、近年の1日平均乗車人員の推移は以下の通り。
| 年度               | 1日平均 乗車人員 | 出典     |
| ------------------ | ---------------- | -------- |
| 1990年（平成02年） | 854              | [ * 1 ]  |
| 1991年（平成03年） | 874              | [ * 2 ]  |
| 1992年（平成04年） | 872              | [ * 3 ]  |
| 1993年（平成05年） | 779              | [ * 4 ]  |
| 1994年（平成06年） | 735              | [ * 5 ]  |
| 1995年（平成07年） | 741              | [ * 6 ]  |
| 1996年（平成08年） | 725              | [ * 7 ]  |
| 1997年（平成09年） | 692              | [ * 8 ]  |
| 1998年（平成10年） | 684              | [ * 9 ]  |
| 1999年（平成11年） | 651              | [ * 10 ] |
| 2000年（平成12年） | 611              | [ * 11 ] |
| 2001年（平成13年） | 625              | [ * 12 ] |
| 2002年（平成14年） | 617              | [ * 13 ] |
| 2003年（平成15年） | 616              | [ * 14 ] |
| 2004年（平成16年） | 630              | [ * 15 ] |
| 2005年（平成17年） | 641              | [ * 16 ] |
| 2006年（平成18年） | 633              | [ * 17 ] |
| 2007年（平成19年） | 596              | [ * 18 ] |
| 2008年（平成20年） | 566              | [ * 19 ] |
| 2009年（平成21年） | 532              | [ * 20 ] |
| 2010年（平成22年） | 501              | [ * 21 ] |
| 2011年（平成23年） | 471              | [ * 22 ] |
| 2012年（平成24年） | 460              | [ * 23 ] |
| 2013年（平成25年） | 470              | [ * 24 ] |
| 2014年（平成26年） | 481              | [ * 25 ] |
| 2015年（平成27年） | 497              | [ * 26 ] |
| 2016年（平成28年） | 502              | [ * 27 ] |
| 2017年（平成29年） | 471              | [ * 28 ] |
| 2018年（平成30年） | 457              | [ * 29 ] |
| 2019年（令和元年） | 468              | [ * 30 ] |
| 2020年（令和02年） | 377              |          |
| 2021年（令和03年） | 384              |          |
| 2022年（令和04年） | 401              |          |
| 2023年（令和05年） | 419              |          |

## 駅周辺

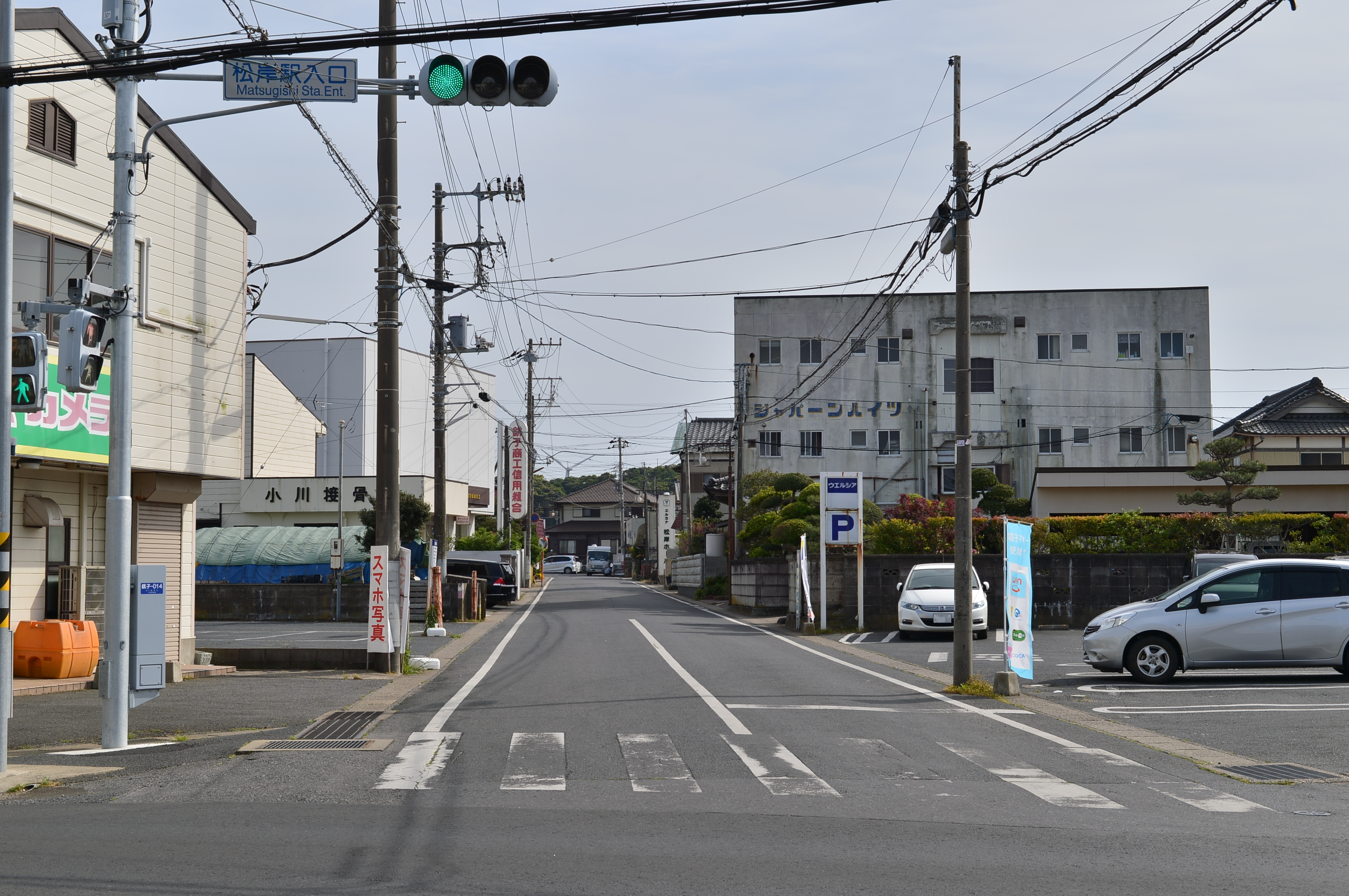
松岸駅入口（千葉県道216号飯岡松岸停車場線）

銚子市の郊外にあたり、銚子駅付近から市街地が続いている。駅の北側に駅前広場が整備されており、タクシー会社や商店、食堂などがある。駅の北約200メートルのところを、国道356号（利根水郷ライン）が東西に走っている。南側は田園地帯となっている。
- 銚子ちぢみ伝統工芸館
- 千葉県立銚子商業高等学校海洋校舎（旧千葉県立銚子水産高等学校）
- 銚子市立銚子西中学校
- ネッツトヨタ東都 銚子店
- ホンダカーズ東総 銚子松岸店
- 銚子市立海上小学校
- セイミヤ 銚子四日市場店
- カワチ薬品 銚子北店
- 銚子松岸郵便局
- 自動車教習所
- トヨタカローラ千葉 銚子松岸店
- ダイハツ千葉 銚子店
- ドコモショップ 銚子店
- ほっともっと 銚子長塚町店
- 千葉交通「松岸駅前」停留所 - 豊里ニュータウン線
- ウエルシア 銚子松岸店
- 銚子商工信用組合 松岸支店
- カスミ 銚子松岸店
- ココス 銚子松岸店
- セブン-イレブン 銚子松岸店
- 業務スーパー 銚子店
- ケンタッキーフライドチキン 銚子松岸店
- 熟成焼肉いちばん 銚子長塚店

## その他
- 猿田駅 - 当駅間・椎柴駅 - 当駅間は強風の影響を受けやすく、しばしば速度規制や運転中止になる。

## 隣の駅
東日本旅客鉄道（JR東日本）
■総武本線
猿田駅 - 松岸駅 - 銚子駅
■成田線（当駅 - 銚子駅間は総武本線）
椎柴駅 - 松岸駅  - 銚子駅

#### 利用状況に関する資料
1. ↑  千葉県統計年鑑 - 千葉県
2. ↑  銚子市統計書 - 銚子市

JR東日本の2000年度以降の乗車人員
1. 1 2 3  各駅の乗車人員（2023年度） - JR東日本
2. ↑  各駅の乗車人員（2000年度） - JR東日本
3. ↑  各駅の乗車人員（2001年度） - JR東日本
4. ↑  各駅の乗車人員（2002年度） - JR東日本
5. ↑  各駅の乗車人員（2003年度） - JR東日本
6. ↑  各駅の乗車人員（2004年度） - JR東日本
7. ↑  各駅の乗車人員（2005年度） - JR東日本
8. ↑  各駅の乗車人員（2006年度） - JR東日本
9. ↑  各駅の乗車人員（2007年度） - JR東日本
10. ↑  各駅の乗車人員（2008年度） - JR東日本
11. ↑  各駅の乗車人員（2009年度） - JR東日本
12. ↑  各駅の乗車人員（2010年度） - JR東日本
13. ↑  各駅の乗車人員（2011年度） - JR東日本
14. ↑  各駅の乗車人員（2012年度） - JR東日本
15. ↑  各駅の乗車人員（2013年度） - JR東日本
16. ↑  各駅の乗車人員（2014年度） - JR東日本
17. ↑  各駅の乗車人員（2015年度） - JR東日本
18. ↑  各駅の乗車人員（2016年度） - JR東日本
19. ↑  各駅の乗車人員（2017年度） - JR東日本
20. ↑  各駅の乗車人員（2018年度） - JR東日本
21. ↑  各駅の乗車人員（2019年度） - JR東日本
22. ↑  各駅の乗車人員（2020年度） - JR東日本
23. ↑  各駅の乗車人員（2021年度） - JR東日本
24. ↑  各駅の乗車人員（2022年度） - JR東日本

千葉県統計年鑑
1. ↑  千葉県統計年鑑（平成3年）
2. ↑  千葉県統計年鑑（平成4年）
3. ↑  千葉県統計年鑑（平成5年）
4. ↑  千葉県統計年鑑（平成6年）
5. ↑  千葉県統計年鑑（平成7年）
6. ↑  千葉県統計年鑑（平成8年）
7. ↑  千葉県統計年鑑（平成9年）
8. ↑  千葉県統計年鑑（平成10年）
9. ↑  千葉県統計年鑑（平成11年）
10. ↑  千葉県統計年鑑（平成12年）
11. ↑  千葉県統計年鑑（平成13年）
12. ↑  千葉県統計年鑑（平成14年）
13. ↑  千葉県統計年鑑（平成15年）
14. ↑  千葉県統計年鑑（平成16年）
15. ↑  千葉県統計年鑑（平成17年）
16. ↑  千葉県統計年鑑（平成18年）
17. ↑  千葉県統計年鑑（平成19年）
18. ↑  千葉県統計年鑑（平成20年）
19. ↑  千葉県統計年鑑（平成21年）
20. ↑  千葉県統計年鑑（平成22年）
21. ↑  千葉県統計年鑑（平成23年）
22. ↑  千葉県統計年鑑（平成24年）
23. ↑  千葉県統計年鑑（平成25年）
24. ↑  千葉県統計年鑑（平成26年）
25. ↑  千葉県統計年鑑（平成27年）
26. ↑  千葉県統計年鑑（平成28年）
27. ↑  千葉県統計年鑑（平成29年）
28. ↑  千葉県統計年鑑（平成30年）
29. ↑  千葉県統計年鑑（令和元年）
30. ↑  千葉県統計年鑑（令和2年）